# Scyllaeidae
Scyllaeidae is een familie van weekdieren uit de klasse van de Gastropoda (slakken).

## Geslachten
- Crosslandia Eliot, 1902
- Notobryon Odhner, 1936
- Scyllaea Linnaeus, 1758